# Хара Таїті
Хара Таїті (яп. 原 大智; нар. 5 травня 1999) — японський футболіст, що грав на позиції нападника.

## Клубна кар'єра
З 2017 року захищає кольори «Токіо».

## Кар'єра в збірній
З 2019 року залучався до складу молодіжної збірної Японії, з якою брав участь у молодіжних чемпіонатах світу 2019.

## Титули і досягнення
- Володар Кубка Джей-ліги (1):

«Токіо»: 2020